# Район Кіта (Токіо)
35°45′10.54″ пн. ш. 139°44′00.29″ сх. д. / 35.7529278° пн. ш. 139.7334139° сх. д.
Райо́н Кіта́ (яп. 北区, きたく, МФА: [kʲi̥ta ku̥], «Північний район») — особливий район в японській столиці Токіо.

## Географія
Площа району Кіта на 1 жовтня 2008 становила близько 20,59 км².

## Населення
Населення району Кіта на 1 липня 2011 становило близько 334 226 осіб. Густота населення становила 16 232,4 осіб/км².

## Галерея

Розташування